# Rio Saône
O rio Saône (pronúncia francesa: [so:n]; em arpitano Sona; aportuguesando: Sona e Saona), é um rio do leste de França, o principal afluente do rio Ródano. Nasce em Vioménil, nas montanhas dos Vosges, juntando-se ao Ródano em Lyon. O nome Saône deriva da deusa celta dos rios, Souconna.
Departamentos  e principais cidades atravessadas pelo rio
- Vosges (88):  Darney, Monthureux-sur-Saône e Châtillon-sur-Saône
- Haute-Saône (70): Jonvelle, Corre, Jussey, Port-sur-Saône, Scey-sur-Saône e Gray
- Côte-d'Or (21): Auxonne, Saint-Jean-de-Losne e Seurre
- Saône-et-Loire (71): Verdun-sur-le-Doubs, Chalon-sur-Saône, Tournus, Mâcon e Crèches-sur-Saône
- Ródano (69): Belleville-sur-Saône, Villefranche-sur-Saône, Anse, Neuville-sur-Saône, Caluire-et-Cuire e Lyon
- Ain: Thoissey, Jassans-Riottier e Trévoux

O rio Saône nasce em Vioménil, nos montes Faucilles, departamento de Vosges a 392 m de altitude, e desagua no rio Ródano em Lyon.
Antes da confluência com o rio Doubs em Verdun-sur-le-Doubs no departamento de Saône-et-Loire, o Saône chama-se Petit Saône, o que mostra a forte contribuição do afluente vindo do Franco Condado.
No total, o caudal médio em Lyon é de 475 m³/s, com um mínimo em agosto de 153 m³/s e um máximo em fevereiro de 954 m³
O Saône é propenso a grandes cheias. Particularmente altas foram as de 580 em Lyon, a de novembro de 1840, com um caudal estimado de 4000m3/s, que destruiu numerosos edifícios ao longo do vale (há ainda placas que marcam o nível desta cheia nas aldeias e vilas afetadas), e as de janeiro de 1955, março de 1970, dezembro de 1981 e 1982, maio de 1983, março de 2001 e 2006.

## História
O seu antigo nome antes da época romana era Arar, proveniente da raiz indo-europeia ar = água, já que ao fluir tão lentamente é difícil por vezes ver o sentido da água (segundo César na De Bello Gallico). Na época clássica era chamado Araris. O seu nome atual provém de uma fonte de água sagrada situada em Chalon, cujo nome foi dado ao conjunto do rio pelos legionários romanos.

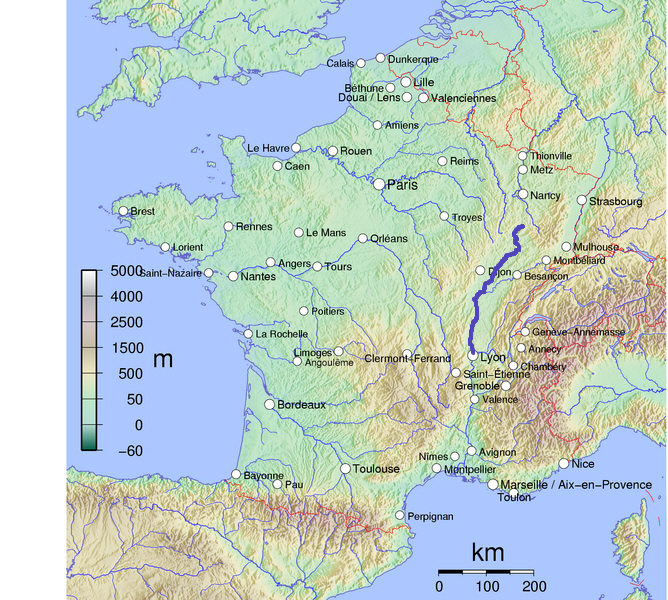
Localização do curso do rio.

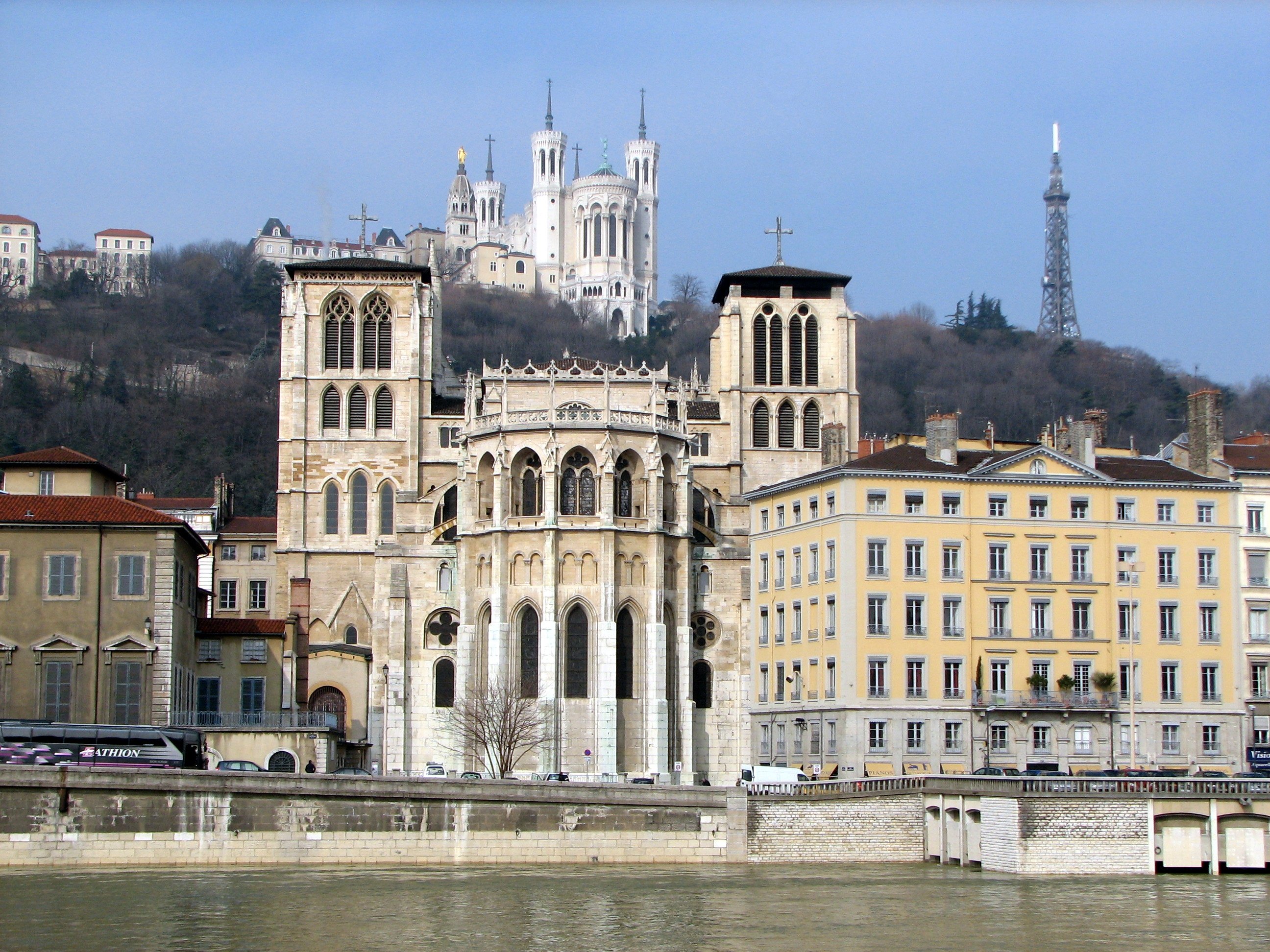
Vista das margens do Saône em Lyon, vendo-se a Catedral de Lyon, a Basílica de Notre-Dame de Fourvière, e a Torre Metálica de Fourvière

## Principais afluentes

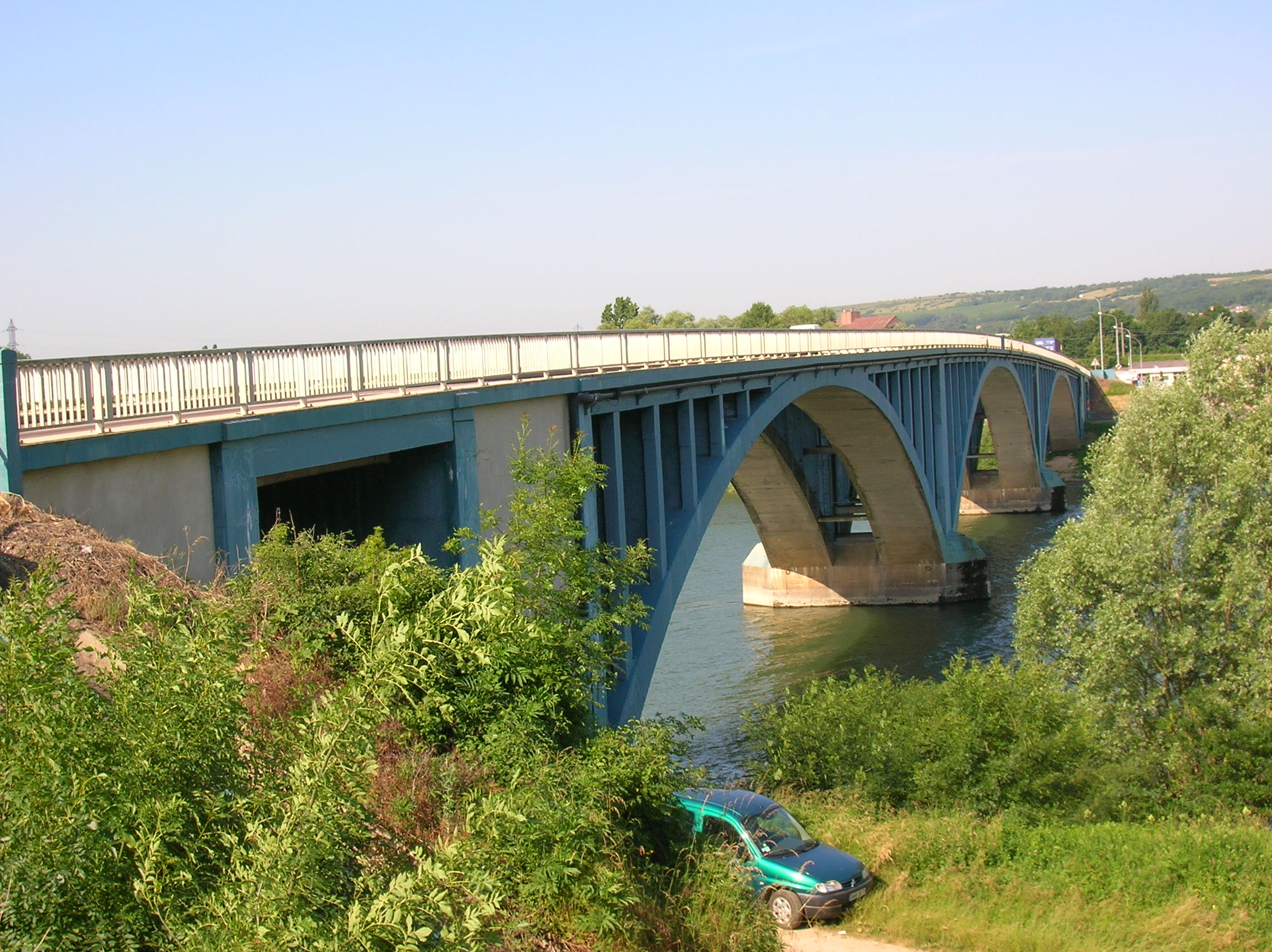
Ponte sobre o Saône em Tournus

D indica afluência pela margem direita, E indica afluência pela margem esquerda.
| - Ourche (L) - Gras (R) - Apance (R) - Côney (L) - Amance (R) - Ougeotte (R) - Superbe (L) - Lanterne (L) - Scyotte (L) - Durgeon (L) - Romaine (L) - Gourgeonne (R) | - Vannon (R) - Salon (R) - Morthe ou Morte (L) - Ecoulottes (R) - Ténise (L) - Vingeanne (R) - Ognon (L) - Bèze (R) - Tille (R) - Ouche (R) - Vouge (R) | - Doubs (L) - Dheune (R) - Thalie (R) - Cosne (L) - Grosne (R) - Tenarre (L) - Seille (L) - Reyssouze (L) - Mouge (R) - Veyle (L) - Arlois (R) | - Mauvaise (R) - Chalaronne (L) - Ardières (R) - Vauxonne (R) - Morgon (R) - Formans (L) - Azergues (R) |

## Navegação

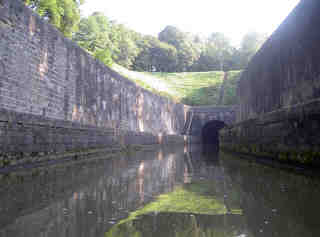
Túnel de Saint Albin em Scey-sur-Saône-et-Saint-Albin

O Saône é navegável após a sua confluência com o rio Côney em Corre, no norte de Haute-Saône até à confluência com o rio Ródano em la Mulatière, em Lyon. O troço navegável tem 365 km de comprimento, dos quais, em bitola larga fluvial europeia, 167 km (de Verdun-sur-le-Doubs até Lyon).
O Saône está ligado ao rio Loire pelo Canal du Centre, com o departamento de Yonne pelo Canal de Bourgogne, com o rio Marne pelo Canal entre Champagne e Bourgogne (anteriormente "Canal de la Marne à la Saône"), com o Meuse pelo Canal de l'Est, cujo trecho sul foi passou a designar-se por Canal des Vosges, e com o rio Reno pelo Canal do Ródano ao Reno. Todos os canais têm bitola Freycinet.
Também navegáveis são o pequeno Canal de Pont-de-Vaux (3 km), o Seille, navegável num trecho de 40 km até Louhans, e a parte inferior do Doubs. Nenhum destes três canais liga o Saône a outro curso de água.